# Bitwa pod Ndżameną (2006)
Bitwa pod Ndżameną (2006) – starcie, które miało miejsce 13 kwietnia 2006 roku, gdy siły rebeliantów  przeciwne rządom prezydenta Idriss Déby, przeprowadziły szturm na Ndżamenę, stolicę Czadu.
Bitwa nastąpiła krótko po podpisaniu porozumień mających zażegnać konflikt trwający od 2005 roku, pomiędzy Sudanem a Czadem. Prezydent Czadu Idriss Déby zerwał stosunki dyplomatyczne oraz poinformował iż nie jest w stanie zapewnić bezpieczeństwa tysięcy sudańskich uchodźców w rejonie Darfuru.

## Bitwa
Rebelianci próbowali zająć  budynek Zgromadzenia Narodowego, jednak siły rządowe, wspierane przez francuski kontyngent, odparły atak. Co najmniej 350 osób, wliczając  rebeliantów, żołnierzy i cywili zginęło w walkach. 271 rebeliantów zostało wziętych do niewoli.

## Następstwa

### Czad
Prezydent Idriss Déby obwinił za atak rząd Sudanu, twierdząc, iż wiele z tych ataków było faktycznie wspieranych oraz kierowanych przez Sudan. Następnie zagroził wydaleniem 200000 sudańskich uchodźców z wschodniej części kraju.
Sudan nie zaprzeczył otwarcie oskarżeniom, w zamian za to oskarżył Czad o wspieranie bojowników w regionie Darfuru, gdzie arabska milicja walczy prawie trzy lata.
Prezydent stwierdził, że atak rebeliantów został tak zaplanowany, aby zachęcić przeciwników prezydenta wewnątrz kraju do nieposłuszeństwa, co miało doprowadzić do  wojny domowej oraz zablokowania  wyborów prezydenckich, w których Prezydent Déby został wybrany na  trzecią już kadencję.

### Inni
Działania sił rebeliantów ze ”Zjednoczonego frontu na rzecz demokratycznej zmiany” zostały potępione przez  Radę Bezpieczeństwa Organizacji Narodów Zjednoczonych. Sekretarz generalny Kofi Annan wyraził zaniepokojenie  pogorszeniem  sytuacji bezpieczeństwa w Czadzie. Republika Środkowoafrykańska ogłosiła zamknięcie granicy z Sudanem 14 kwietnia, aby rebelianci nie przeniknęli na terytorium republiki.